# Вуковарско клане
Вуковарското клане (на сърбохърватски: Masakr na Ovčari) е масово избиване на хърватски военнопленници и цивилни от сръбски паравоенни, на които са били предадени от Югославската народна армия (ЮНА). Извършено е на 20 ноември 1991 г. в бившата свинеферма Овчара югоизточно от Вуковар. Случва се скоро след превземането на Вуковар от ЮНА, Териториална отбрана и сръбските паравоенни части, идващи от съседна Сърбия. Това е най-голямото масово убийство във войната, както и най-тежкото военно престъпление в Европа от Втората световна война до този момент.
През последните дни на битката, евакуирането на вуковарската болница е договорено между хърватските власти, ЮНА и Европейската общност със съдействието на Международния комитет на Червения кръст. ЮНА впоследствие отказва достъп на Червения кръст до болницата, въпреки споразумението, и премахва около 300 души от помещенията ѝ. Групата, съставена главно от хървати, но и от сърби, унгарци, мюсюлмани и двама чужденци, сражаващи се на страната на хърватската Национална гвардия, първоначално е преместена в казармите на ЮНА във Вуковар. Няколко от затворниците са разпознати като болничен персонал и изгонени от групата, докато останалите са отведени до свинефермата Овчара близо до града. Когато попадат във фермата, затворниците са бити в продължение на няколко часа, преди ЮНА да изтегли войските си и да ги остави на милостта на Териториална отбрана и сръбските паравоенни. След това затворниците са отведени до предварително набелязано място, разстреляни на групи по десетима-двадесетина и заровени в масов гроб.
Масовият гроб е открит през октомври 1992 г. и е охраняван от силите по опазване на мира към ООН, които са били изпратени в района по-рано през същата година. През 1996 г. са ексхумирани 200 трупа в хода на разследване на Международния наказателен трибунал за бивша Югославия. Счита се, че поне още 61 души са заровени в друг гроб. Международният наказателен трибунал осъжда двама офицери от ЮНА във връзка с клането и обвинява бившия сръбски президент Слободан Милошевич за редица военни престъпления, включително тези, извършени при Вуковар. Милошевич, обаче, умира в затвора, преди съдебният му процес да е приключил. Няколко бивши члена на Териториална отбрана и сръбски паравоенни организации са осъдени обвинени от сръбската прокуратура и осъдени за участието си в клането. През февруари 2015 г. Международният съд на ООН отсъжда, че обсадата, клането и жестокостите, извършени в Хърватия не представляват геноцид.
В днешно време, на мястото на масовия гроб е издигнат паметник, а сградата на фермата, където са държани затворниците преди екзекутирането им, е преобразувана в мемориален център през 2006 г. към юли 2014 г. центърът е бил посетен от около 500 000 туристи.